# 험프리-호킨스 완전고용법
완전 고용 및 균형 성장법(영어: Full Employment and Balanced Growth Act, 비공식적으로 험프리-호킨스 완전고용법(영어: Humphrey–Hawkins Full Employment Act)으로 알려짐)은 미국 정부의 입법이다.

## 추진력과 전략
1970년대 초 실업률과 인플레이션 수준이 상승하기 시작하면서 경제 불황에 대한 우려가 다시 불거졌다. 과거 미국 경제 정책은 민간 기업과의 협력을 통해 연방 정부가 "최대 고용, 생산 및 구매력"을 추구하도록 장려하는 1946년 1946년 고용법에 의해 정의되었다. 일부 하원 의원들은 이 법의 모호한 문구에 불만을 품고 국가 경제 정책을 강화하고 명확히 하는 개정안을 만들고자 했다.
이 법의 후원자들은 경제 수요를 늘리고 완전 고용을 확보하기 위한 공공 개입을 옹호하는 케인스 경제학의 한 형태를 수용했다. 카터 행정부의 경제학자들, 특히 경제 자문 위원회는 법안에 인플레이션 목표를 추진했다. 경제학자들은 필립스 곡선을 언급하며 실업률과 인플레이션 사이에 상충 관계가 있다고 주장했다.
케인스 이론과 일치하게 이 법은 대공황 기간 동안 적용되었던 실업률 감소를 위한 공공 일자리 창출 조치를 제공한다.
이 법은 또한 정부가 건전한 통화 정책을 개발하고, 인플레이션을 최소화하며, 유통되는 통화의 양과 유동성을 관리하여 완전 고용을 추진하도록 장려했다.
전반적으로 이 법은 연방준비제도와 대통령이 관장하는 경제 정책 과정에서 의회의 역할을 공식화하고 확대하고자 했다.

## 개요
1970년대 실업률 상승에 대응하여 오거스터스 호킨스 하원 의원과 휴버트 험프리 상원 의원은 완전 고용 및 균형 성장법을 제정했다. 이 법은 1978년 10월 27일 지미 카터 대통령에 의해 서명되어 15 USC § 3101로 성문화되었다. 이 법은 국가가 완전 고용, 생산 성장, 물가 안정, 무역수지 및 예산 균형이라는 네 가지 궁극적인 목표를 향해 노력하도록 명시적으로 지시한다. 연방 정부가 달성해야 할 요구 사항과 목표를 명시적으로 설정함으로써 이 법은 전임 법보다 훨씬 강력하다(다른 관점은 1946년 법이 고용에 중점을 두었고, 험프리-호킨스 법은 네 가지 경쟁적이고 잠재적으로 불일치하는 목표를 명시함으로써 유일한 주요 국가 경제 목표로서의 완전 고용을 덜 강조했다는 것이다). 간략하게 이 법은 다음과 같다:
- 연방 정부가 네 가지 목표를 달성하기 위해 주로 민간 기업에 의존할 것임을 명시적으로 밝힌다.
- 정부가 예산 균형을 위해 합리적인 수단을 취하도록 지시한다.
- 정부가 무역수지 균형, 즉 무역 흑자나 적자를 피하도록 지시한다.
- 연방준비제도 이사회에 장기 성장 유지, 인플레이션 최소화, 물가 안정 촉진을 위한 통화 정책을 수립하도록 의무화한다.
- 연방준비제도 이사회에 연 2회 의회 통화 정책 보고서를 제출하여 통화 정책을 설명하도록 지시한다.
- 대통령이 대통령 경제 보고서에 다음 회계연도 경제에 대한 수치 목표를 설정하고 이러한 목표를 달성할 정책을 제안하도록 요구한다.
- 연방준비제도 의장이 통화 정책을 대통령 경제 정책과 연결하도록 요구한다.

이 법은 대통령이 달성해야 할 구체적인 수치 목표를 설정했다. 1983년까지 20세 이상 실업률은 3% 이하, 16세 이상 실업률은 4% 이하, 인플레이션율은 4%를 넘지 않아야 했다. 1988년까지 인플레이션율은 0%여야 했다. 이 법은 의회가 시간이 지남에 따라 이러한 목표를 수정할 수 있도록 허용한다. (2017년 현재 연방준비제도의 목표 인플레이션율은 0%가 아니라 2%이다. 0% 인플레이션은 이상적이라고 간주되지 않으며 경제에 해로울 수 있는 디플레이션을 초래할 수 있다)
만약 민간 기업이 이러한 목표를 달성하지 못하는 것으로 보인다면, 이 법은 최종 개정판은 아니지만 원래 형태에서는 연방 정부가 "공공 고용의 저장고"를 만들도록 명시적으로 허용했다. 물론 "저장고"를 설립하는 법안이 비준되는 경우에 한해서였다. 이러한 일자리는 민간 부문과의 경쟁을 최소화하기 위해 낮은 기술과 낮은 임금 범위에 있어야 했다.
이 법은 이 법에 따라 만들어진 모든 프로그램에서 성별, 종교, 인종, 연령 및 출신 국가에 따른 차별을 직접적으로 금지한다.

## 개정안
이 법의 문구는 관련이 없거나 멀리 관련 있는 법률에 첨부된 부칙에 의해 두 번 개정되었다.
1. 1979년 5월 10일: H.R. 2283에 첨부된 공법 96-10은 수치 목표 계산 시 연방 지출을 국민 총생산의 비율로 포함하도록 법을 개정했다.
2. 1990년 11월 5일: 오염 방지법에 첨부된 공법 101-508은 대통령 경제 보고서가 연례 예산 제출 후 10일 이내에 제출되는 대신 의회 회기 시작 후 20일 이내에 제출되도록 요구했다.

## 같이 보기
- 연방준비제도
- 경제 정책
- 통화 정책
- 일자리 보장